# 前程似锦的女孩
是一部於2020年上映的美国剧情惊悚電影，由艾莫芮德·芬諾首次執導和編劇。主演包括凱莉·墨里根、柏·本漢、愛莉森·布里、克蘭西·布朗、珍妮佛·克莉姬、康妮·布里登和拉薇安·考克斯。 
该片由焦点影业於2020年1月25日在日舞影展上首映，同年12月25日由焦点影业发行在美国上映。获得第93届奥斯卡金像奖最佳影片、最佳导演、最佳原创剧本、最佳女主角和最佳剪辑五项提名，並獲得最佳原創劇本獎。

## 情节
每个人都说凱西（凱莉·墨里根 飾）是个很有前途的年轻女子，直到一场神秘事件突然发生使她的未来脱轨。但是在凱西的生活中，一切看起来并非如此：她邪恶而又聪明，诱人但又狡猾，还在夜间过着秘密的双重生活。现在，意外的遭遇将使凱西有机会纠正过去的错误。
凱西·湯瑪斯是個30歲的名校醫學院輟學生，與她的父母居住在俄亥俄州的住宅區。約十年前，她的同學艾爾·門羅在派對上強暴了她一同長大的摯友兼同為優等生的妮娜·費雪，並藉口當時酒醉不清醒，而校方與司法系統卻消極處理地放棄調查，妮娜迫於群眾壓力只能休學，凱西也休學陪伴她－然而妮娜最終自盡離世，從此改變了凱西的生活。
現今的凱西花了數個夜晚在夜店中裝成醉到不省人事的樣子，讓男人把她帶回對方家，接著在他們準備佔她便宜時，揭露自己其實是清醒的，事後在本子添上一筆－以紀錄目標已解決。
凱西白天在咖啡店工作時，被頗有好感的男同學－性格溫和幽默的萊恩·庫柏認出，邀約她前去約會。在約會中，萊恩提到後來成為優等生的艾爾即將結婚，凱西因此對那些得為妮娜遭強暴一事負責的人開始擬定復仇計畫。她首先與第一位目標－不相信妮娜當時遭到強暴、依然認為妮娜喝醉活該的已婚同學－好友麥蒂森·麥克菲見面，讓她醉倒後雇用一名信賴的男性帶麥蒂森前往飯店房間。隔天，凱西滿意地聽著幾通由焦急的麥蒂森所發來的留言，其對發生的事情毫無記憶。
凱西的下個目標：醫學院院長伊莉莎白·沃克，其以缺乏證據為由忽略了妮娜的案件。凱西首先假裝成一個流行樂團的化妝師將伊莉莎白正值青春期的女兒安柏誘騙上車。稍後，凱西與伊莉莎白會面裝作商討重回醫學院，並質問她妮娜的案件。當伊莉莎白解釋她當時採取的行動、無所謂地說道這種事常發生時，凱西告訴伊莉莎白她將安柏丟在有幾名酒醉男學生的宿舍中。嚇壞的伊莉莎白向凱西為自己的不作為道歉，接著凱西揭曉安柏其實平安無事的待在一間餐廳裡。
忙於計畫的凱西忘記與萊恩的約會而使他失望。當晚，凱西一如往常引誘一名男子將她帶回家，正當兩人離開酒吧時意外撞見萊恩，她與心痛的萊恩不歡而散，而目標男子也因此發現凱西清醒且曾對他的朋友出手，並怪罪她這種女人總是毀了一切。
凱西拜訪第三個目標：艾爾的律師喬丹·葛林，其為使妮娜放棄訴訟而騷擾妮娜。當葛林為了自己的舉動表達悔悟並因罪惡感而情緒崩潰時，凱西原諒了他、放棄對他的報復。後來她拜訪了妮娜的母親，因妮娜的母親希望她向前看而試著放棄復仇計畫。凱西主動向萊恩致歉並重新開始，兩人墜入愛河使一切似乎好轉。
某日，麥蒂森急切地想知道在兩人午餐後發生何事，而來到凱西家門外與她對質，凱西向她保證沒有任何事情發生。放下心的麥蒂森給了凱西一支舊手機，裡面有一支當時收到妮娜遭到強暴的影片，並要求凱西不要再與她聯絡。凱西心碎地發現萊恩是強暴現場的旁觀者之一，她前往對質並威脅他給她艾爾的單身派對地點，否則她將流出影片讓他的兒科醫生職位被停職，萊恩告知她後乞求凱西的原諒地說道「當時還小」，但遭到凱西拒絕。
當晚，凱西打扮成醫護風格的脫衣舞孃來到艾爾的單身派對現場，對艾爾的朋友們下藥後把他帶上二樓臥房。她把艾爾上情趣手銬後開始揭露自己的身份，更向他深刻地描繪當時妮娜艱難的處境。當她試圖在艾爾的身上刻下妮娜的名字時，他成功掙脫並用枕頭讓她窒息，最終弱小的凱西抵抗不了艾爾的力量而死。隔天早上，艾爾的摯友喬了解情況後，安撫了他並協助他毀屍滅跡。
等不到凱西回家的父母申請了失蹤人口，警方隨後也開始調查。萊恩告訴警方凱西精神上不穩定且倆人已分手，亦順著她之前對其父母的說辭，謊稱凱西曾說過參加了員工旅遊，並未告知警方凱西當晚真正的去向；而咖啡店同事則否認有員工旅遊一事。
事件看似塵埃落定之時，葛林收到了由凱西生前寄送、內含妮娜遭到強暴的影片的包裹，裡面有凱西說明若自己失蹤後該如何處置的指示；咖啡店的同事蓋兒則發現了收銀台下方藏匿寫著凱西名字的半心形項鍊，而當凱西遭到殺害時，她穿戴的是寫著妮娜名字的那一半。警方在單身派對場地附近發現凱西燒焦的遺體以及項鍊後，在艾爾的婚禮上逮捕了他，而身為伴郎的喬見狀落荒而逃。此時艾爾－凱西最後的目標－的手機收到了數封排程簡訊：署名正是「凱西與妮娜」。

## 演員
- 凱莉·墨里根 飾演 卡珊卓·「凱西」·湯瑪斯(Cassandra "Cassie" Thomas)
- 柏·本漢 飾演 萊恩·庫柏(Ryan Cooper)
- 愛莉森·布里 飾演 麥蒂森·麥克菲(Madison McPhee)
- 康妮·布里登（英语：Connie Britton） 飾演 伊莉莎白·沃克院長(Dean Elizabeth Walker)
- 亞當·布羅迪 飾演 傑瑞(Jerry)
- 珍妮佛·克莉姬 飾演 蘇珊·湯瑪斯(Susan Thomas)
- 拉薇安·考克斯 飾演 蓋兒(Gail)
- 馬克斯·格林菲爾德 飾演 喬·馬可默三世(Joe Macklemore III)
- 克里斯多福·敏茲-普雷斯（英语：Christopher Mintz-Plasse） 飾演 尼爾(Neil)
- 山姆·理查森（英语：Sam Richardson (actor)） 飾演 保羅(Paul)
- 莫莉·香侬（英语：Molly Shannon） 飾演 費雪太太(Mrs. Fisher)
- 克蘭西·布朗 飾演 史丹利·湯瑪斯(Stanley Thomas)
- 安琪拉·周(Angela Zhou) 飾演 陶德(Todd)
- 艾佛烈·蒙利納 飾演 喬丹·葛林(Jordan Green)
- 克里斯·勞威爾 飾演 亞歷山大·「艾爾」·門羅(Alexander "Al" Monroe)
- 史提夫·門羅（英语：Steve Monroe） 飾演 林肯·華勒警探(Detective Lincoln Waller)
- 法蘭西絲卡·艾斯特維茲(Francisca Estevez) 飾演 安柏(Amber)
- 奧絲汀·譚琳·卡本特(Austin Talynn Carpenter) 飾演 安娜塔西亞(Anastasia)
- 艾莫芮德·芬諾 飾演 慾女紅唇化妝教學頻道主持人(Host of Blowjob Lips Make-up Video Tutorial)

## 製作
2019年1月，凱莉·墨里根宣布将出演这部电影，由艾莫芮德·芬諾执导并编写剧本。2019年3月，柏·本漢，愛莉森·布里，康妮·布里登，亞當·布羅迪，珍妮佛·克莉姬，拉薇安·考克斯，馬克斯·格林菲爾德，克里斯托夫·梅兹-普莱瑟，山姆·理查森和莫莉·香侬加入了电影的阵容。2019年4月，Angela Zhou和克蘭西·布朗加入了电影的演员阵容。
主體拍攝於2019年3月26日在洛杉矶开始，一共拍了23天
。

## 發行
焦点影业2019年2月获得了本片的发行权 。本片於2020年1月25日在圣丹斯电影节上首映，并计划于4月17日全美上映。但是由于2019冠状病毒病疫情，本片推迟了上映。最终于2020年12月25日在美国上映。并于2021年1月15日开始隨選視訊。

## 迴響
爛番茄根據163條評論，有92％的評論家對該電影給予正面評價，平均評分為7.8/ 10。該網站的評價共識是：「作为一部大胆的挑衅性的、及时的惊悚片，《前程似锦的女孩》是编剧、导演艾莫芮德·芬諾的处女作，也是凱莉·墨里根职业生涯的一大亮点。」 Metacritic根據33位影評人對這部電影的加權平均分（滿分為100分）達到71分，表示該影片獲得了「普遍好评」。

## 外部連結
- 前程似锦的女孩的Instagram帳戶
- 互联网电影数据库（IMDb）上《前程似锦的女孩》的资料（英文）
- 豆瓣电影上《前程似锦的女孩》的資料 （简体中文）